# Litevská národní knihovna Martynase Mažvydase
Litevská národní knihovna Martynase Mažvydase (litevsky: Lietuvos nacionalinė Martyno Mažvydo biblioteka) je národní knihovna Litvy, se sídlem ve Vilniusu, na Gediminasově třídě. Její fond obsahuje téměř 7 milionů položek.

## Historie
V lednu 1919 Litevský lidový komisariát pro vzdělávání reorganizoval bývalou Vilniuskou veřejnou knihovnu (Vilniuská univerzitní knihovna do roku 1832) na Ústřední litevskou knihovnu, která začala fungovat 1. února 1919. Kvůli okupaci Vilniusu Poláky se však musela brzy přestěhovat do Kaunasu. V roce 1963 se přestěhovala zpět do Vilniusu, kde pro ni byla postavena zcela nová budova. Autory technického návrhu budovy z roku 1952 byli architekt Viktor Anikin a projektant Ciprijonas Strimaitis. Drželi se dobové estetiky socialistického realismu. Byla to první budova v Pobaltí navržená a postavená speciálně pro knihovnu. V roce 1988 byla knihovna pojmenována po Martynasi Mažvydasovi, editorovi první litevské tištěné knihy. 30. května 1989 jí byl udělen statut národní knihovny. Od té doby nese svůj současný název. V roce 1990 obdržela milion svazků jako dar litevské diaspory. 20. listopadu 1991 byla knihovna usnesením Prezidia Nejvyšší rady Litevské republiky kromě funkce národní knihovny pověřena i funkcí parlamentní knihovny. V roce 1993 byla budova knihovny zapsána do Registru kulturního dědictví Litevské republiky. V roce 2003 byla dokončena její přístavba. V nové budově jsou čítárny, sklady dokumentů a studovny. V roce 2008 začala rekonstrukce hlavní budovy knihovny, která trvala do roku 2016.

## Další aktivity
Knihovna vydává odborný časopis Tarp knygų (Svět knihy).
V jejím rámci pracují tři výzkumná centra:
- Výzkumné centrum Judaica
- Centrum Adolfase Damušise pro demokratická studia
- Centrum státnosti, jehož sbírka mj. obsahuje osobní knihovnu Vytautase Landsbergise

Knihovna má též devět specializovaných studoven, výstavní sál, vlastní kino, hudební sál, zvukové nahrávací studio, televizní studio, několik zasedacích místností, coworkingový prostor nebo centrum dětských aktivit s názvem Žaisloteka.